# Neuronema indicum
Neuronema indicum är en insektsart som beskrevs av Navás 1928. Neuronema indicum ingår i släktet Neuronema och familjen florsländor. Inga underarter finns listade i Catalogue of Life.